# Берегова вулиця (Мелітополь)
Берегова вулиця — вулиця Мелітополя. Розташована на схід від проспекту Богдана Хмельницького вздовж Піщанського струмка на межі району Піщане. Забудована приватними будинками.
Територія вулиці була зайнята городами з 1860-х років, в 1839 увійшла до складу міста, а сама вулиця була прорізана в 1958 році.

## Розташування
Берегова вулиця починається від проспекту Богдана Хмельницького і йде на схід паралельно вулиці Михайла Оратовського, закінчуючись глухим кутом. З'єднана з вулицею Михайла Оратовського чотирма проїздами. Перший є частиною провулка Михайла Оратовського, третій належить до вулиці Станіславського, другий і четвертий безіменні. Четвертий проїзд знаходиться за 80 метрів від глухого кута наприкінці вулиці. Проїзд по вулиці Станіславського починається від школи № 8 на вулиці Оратовського, перетинає Берегову вулицю, пішохідним мостом перетинає Піщанський струмок і виходить на вулицю Дружби.
|                              |                                            |
| глухий кут наприкінці вулиці | вид з вулиці на долину Піщанського струмка |

## Історія
Близько 1860 територія вулиці ще була незаселена, але до 1865 частина вулиці вже була зайнята городами нинішньої вулиці Михайла Оратовського. Ця територія увійшла в село Піщане, яке вперше згадується як окремий населений пункт 1862 року. 1939 року село було приєднано до Мелітополя. На місці Берегової вулиці в цей час, як і раніше, були городи будинків по вулиці Михайла Оратовського та пустирі.
19 травня 1958 року на засіданні міськвиконкому було прийнято проект прорізання та найменування Берегової вулиці. Вона стала першою вулицею на Піщаному, прорізаною на місці просторих городів колишнього села. Роком пізніше вулиці на місці городів стали прокладатися й інших частинах району.

## Назва
Вулиця названа Береговою через те, що розташована вздовж берега Піщанського струмка, що є кордоном між районом Піщане та центром міста.

## Інфраструктура та об'єкти
Вулиця забудована одноповерховими будинками. Покриття переважно ґрунтове, за винятком заасфальтованої ділянки на початку вулиці з боку проспекту. На вулиці прокладено водогін, встановлено водорозбірні колонки. Через розташування на схилі долини Піщанського струмка двори на непарному боці помітно йдуть униз, а на парному боці — вгору.
|                  |  |
| житловий будинок |  |

За рядом будинків на Береговій вулиці, в долині Піщанського струмка, розташовані гаражі.

## Галерея
|                                          |                                                             |                          |  |
| яскраво виражений схил на початку вулиці | вид з вулиці на багатоповерховий будинок (вул. Дружби, 199) | пустельна ділянка вулиці |  |